# Ryuya Nishio
Ryuya Nishio (西尾 隆矢, , Nishio Ryūya), né le 16 mai 2001 à Osaka au Japon, est un footballeur japonais qui évolue au poste de défenseur central au Cerezo Osaka.

## Biographie

### En club
Né à Osaka au Japon, Ryuya Nishio est formé par le Cerezo Osaka. Le 4 novembre 2019, alors qu'il joue avec les U18, est annoncé sa promotion en équipe première en vue de la saison suivante.
C'est avec ce club qu'il commence sa carrière professionnelle, le 27 février 2021, lors de la première journée de la saison 2021 de J. League contre Kashiwa Reysol. Il est titularisé en défense centrale aux côtés d'Ayumu Seko et son équipe s'impose par deux buts à zéro,. Il inscrit son premier but lors de sa quatrième apparition en pro, le 10 mars face au Shimizu S-Pulse, en championnat. Cette fois son équipe l'emporte par deux buts à un.

### En sélection
Ryuya Nishio commence sa carrière internationale avec l'équipe du Japon des moins de 15 ans, jouant au total trois matchs avec cette sélection en 2015, et marquant un but.
Nishio compte deux sélections avec l'équipe du Japon des moins de 19 ans en 2019, toutes les deux en tant que titulaire.